# Audfinn Sigurdsson
Audfinn Sigurdsson (... – Bergen, 24 aprile 1330) è stato un vescovo cattolico norvegese, vescovo di Bergen tra il 1314 e il 1330.

## Biografia
Apparteneva a un'insigne famiglia norvegese, con connessioni importanti nella Chiesa cattolica in Norvegia: il fratello Arne Sigurdsson sarebbe diventato vescovo come lui, mentre altri parenti erano il vescovo Tord di Garðar e il canonico Haakon Toresson. Assieme al fratello studiò nel regno di Francia, e una volta impiegato nella diocesi di Bergen partecipò come suo rappresentante al concilio di Vienne nel 1311-12.
Alla morte del fratello Arne, ormai vescovo di Bergen, nel 1314, Audfinn venne subito eletto come suo successore, e continuò quindi la sua politica di accentramento del potere e di scontro con le altre autorità ecclesiastiche norvegesi, in particolare con l'arcidiocesi di Nidaros. Fortemente autonomista, entrò in contrasto anche con papa Giovanni XXII, e tenne in maniera indipendente anche dei concili a Bergen nel 1320 e nel 1327. Fu oppositore anche di re Magnus IV di Svezia quando questi impose una pesante tassazione sulle chiese della Scandinavia per finanziare le proprie campagne militari.
Negli anni 1320 Audfinn Sigurdsson divenne una delle figure di riferimento del partito ecclesiastico scandinavo, in opposizione alla fazione nobiliare alla corte di Magnus. Fu inoltre sempre lui a istituire l'unico processo per stregoneria conosciuto della Norvegia medievale, quando nel 1325 condannò una donna, Ranghild Tregagås, che si diceva aver reso impotente l'amante tramite malefici.
Morì nel 1330 e gli succedette Haakon Erlingsson.